# Grooveshark
Grooveshark war eine Online-Community, die es Benutzern ermöglichte, Musik mit Hilfe einer Suchmaschine zu suchen, zu hören und auch neue Musik hochzuladen. Pro Monat wurden rund 50 bis 60 Millionen Songs von mehr als 400.000 Hörern abgerufen. Im April 2009 wuchs die durchschnittliche Zuhörerzahl um zwei bis drei Prozent pro Tag. Am 18. Januar 2012 stellte Grooveshark den Zugriff aus Deutschland ein, am 30. April 2015 wurde der Dienst nach einem Vergleich mit den Major-Labels vollständig eingestellt.

## Funktionen
Eine der auffälligsten Besonderheiten von Grooveshark war das sogenannte „Grooveshark Radio“. Es sollte ähnliche Songs auf der Grundlage schon gehörter Lieder des Benutzers finden und vorschlagen. Des Weiteren ließen sich mit einem einfachen Bewertungsschema die vorgeschlagenen Titel mit einem „fröhlichen“ oder „enttäuschten“ Smiley kennzeichnen. Sollte der Benutzer mit den Vorschlägen zufrieden sein, gibt Grooveshark ihm die Möglichkeit, die Wiedergabeliste zu speichern und später wieder aufzurufen.
Jedoch bot „Grooveshark Radio“ auch eine statische Playlist, die automatisch abgespielt wurde. Die in dieser Playlist enthaltenen Lieder gehörten einem bestimmten Genre an, das frei wählbar war. Es standen 26 Klassifikationen zur Verfügung.

## Geschichte
Grooveshark war ein Dienst der Escape Media Group Inc (EMG) mit Sitz in Gainesville (Florida). Gegründet wurde die EMG im März 2006 von drei Studenten der University of Florida. Sam Tarantino hatte die Idee, diesen Dienst zu gründen, als er an einem Plattenladen vorbeilief und auf einem Schild „buy/sell/trade CDs“ (zu deutsch: „kaufe/verkaufe/tausche CDs“) las. Er übertrug diese Einstellung auf digitale Musik.
Grooveshark startete Anfang 2007 mit einer Beta-Version und war ursprünglich ein Downloadportal für kostenpflichtige Musik. Die Musik wurde von ihren proprietären P2P-Netzwerken bezogen.
Grooveshark bot eine einzigartige Bezahlmethode an, bei der die Person, die einen Song hochlud, sich teilweise an den Gesamtkosten des Liedes beteiligte.
Im Dezember 2007 beschäftigte die EMG bereits 40 Angestellte, die meisten waren Studenten, die in der Nähe der University of Florida wohnten.
2008 hat die EMG ihren kostenpflichtigen Download-Service eingestellt und sich als Online-Jukebox neu organisiert, ähnlich in der Funktionalität wie beispielsweise die Dienste Pandora und Last.fm.
Im Oktober 2009 bekam Grooveshark ein neues Erscheinungsbild: Die Benutzer konnten jetzt in den Songs vor und zurück springen.
Seit dem 18. Januar 2012 ist der Zugriff auf Grooveshark.com aus Deutschland gesperrt, da die Betriebskosten laut der Aussage auf der Webseite von Grooveshark.com in Deutschland aufgrund von GEMA-Gebühren zu hoch seien.
Am 30. April 2015 wurde der Dienst auch in den übrigen Ländern nach einem Vergleich mit den Major-Labels eingestellt. Seit 2017 ist auch die Domain Grooveshark.com offline.
Am 19. Juli 2015, wenige Wochen nach der Schließung von Grooveshark.com, wurde Mitgründer Josh Greenberg tot in seiner Wohnung aufgefunden. Die anschließende Autopsie konnte die Todesursache nicht zweifelsfrei klären. Er wurde 28 Jahre alt.

## Rechtliche Situation
Grooveshark bot die von seinen Nutzern hochgeladene Musik als Stream an, ohne entsprechende Lizenzvereinbarungen mit den Urhebern bzw. den Rechteinhabern abzuschließen. 2009 strengte der Musikkonzern EMI deswegen einen Prozess gegen die Firma an, schloss dann aber eine Lizenzvereinbarung mit Grooveshark ab. Nach dem deutschen Urheberrecht befand sich Grooveshark in einer rechtlichen Grauzone. Des Weiteren hat Universal Music Group Klage gegen Grooveshark eingereicht, um eine Schließung zu erwirken.
Am 18. Januar 2012 stellte Grooveshark seinen Dienst in Deutschland mit dem Hinweis auf „unverhältnismäßig hohe Betriebskosten“ ein. Besuchern der Website wurde empfohlen, eine höfliche Nachricht an die GEMA zu schicken, damit sie die Betriebskosten für Anbieter wie Grooveshark herabsetzen. Des Weiteren findet sich auf der Website ein Hinweis auf den alternativen, deutschstämmigen Musikdienst simfy. Auch die mobile Webseite ist seit dem 21. Januar 2012 nicht mehr aus Deutschland erreichbar. Mittlerweile existieren mehrere technische Lösungen, um diese Sperre zu umgehen.
In einer Pressemitteilung der GEMA wird hingegen bis dato jeglicher Kontakt zwischen der Verwertungsgesellschaft und Grooveshark dementiert sowie die Behauptung, eine Abschottung von Nutzern aus Deutschland wäre aus Kostengründen geschehen, als unzutreffend dargestellt.